# Thư viện Hoàng gia, Warszawa

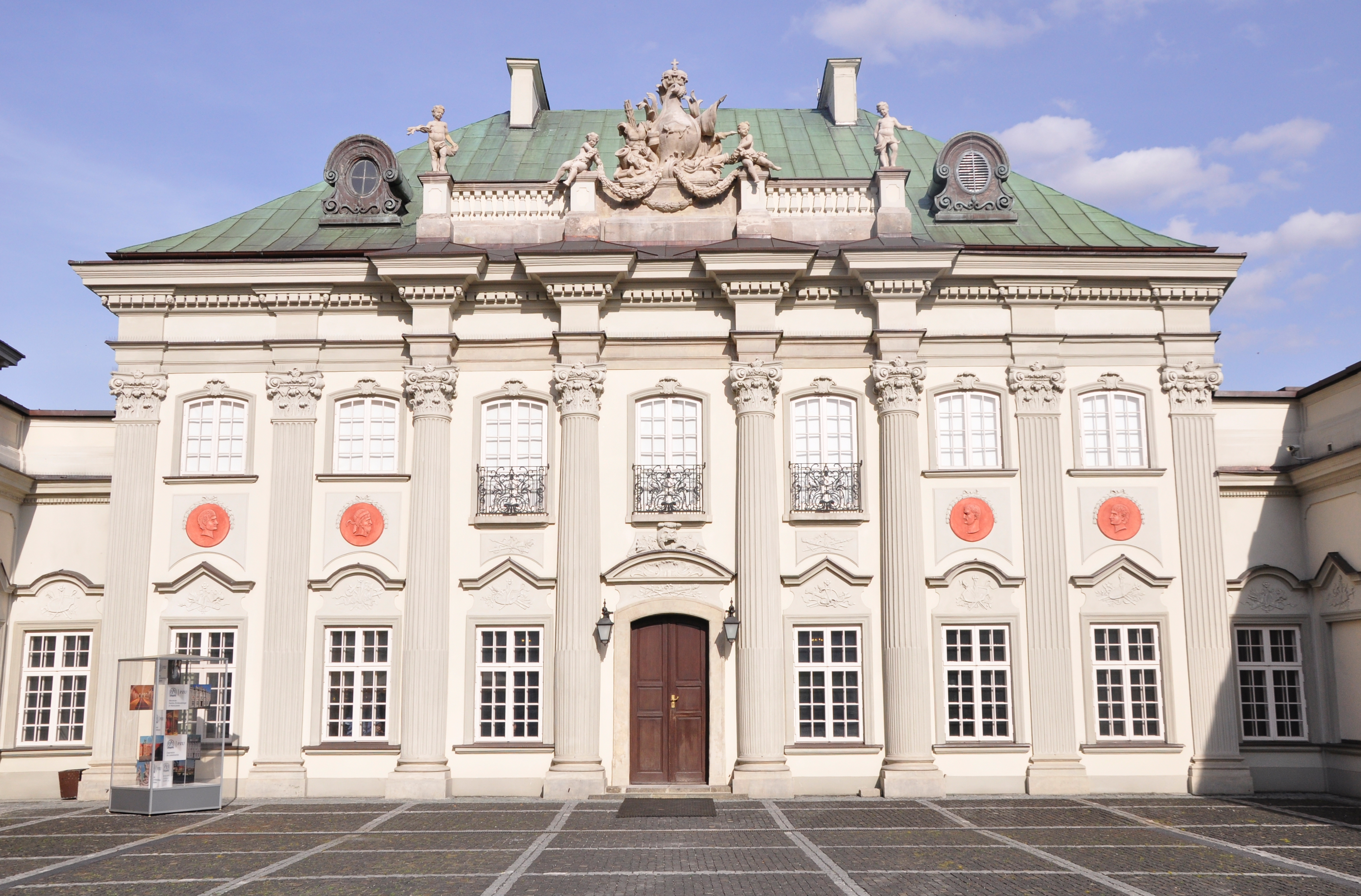
Thư viện Hoàng gia tại Cung điện Mái nhà ở Warsaw.

Thư viện Lâu đài Hoàng gia là một tòa nhà lớn nằm cạnh Lâu đài Hoàng gia ở Warsaw, Ba Lan. Nó được xây dựng từ năm 1779 đến 1783 theo thiết kế của Dominik Merlini và Jan Chrystian Kamsetzer để phù hợp với bộ sưu tập sách của hoàng gia thuộc về vua Stanisław August Poniatowski, vị vua cuối cùng của Ba Lan.
Thư viện là một tòa nhà kéo dài với tổng kích thước 56 x 9 m, với 15 cửa sổ dọc theo sảnh vào và một sân thượng ở trên đỉnh. Thư viện ban đầu chứa khoảng 7.500 quyển sách, tăng lên khoảng 20.000 quyển sách vào năm 1795. Sau khi Vua mất năm 1798, toàn bộ bộ sưu tập đã được bán cho Tadeusz Czacki, người đã để lại cho Liceum Krzemienieckie. Sau sự sụp đổ của cuộc nổi dậy năm 1830 tháng 11 chống lại sự chiếm đóng của Nga, theo lệnh của Sa hoàng Nicholas I của Nga, thư viện đã bị tịch thu và vận chuyển đến Kiev nơi nó hình thành Thư viện Đại học hoàn toàn mới.

## Các tổ chức thư viện
Lý do chính để thành lập một thư viện tại Cung điện, là một trong những mong muốn của Stanislaus Augustus để đáp ứng nhu cầu của giới trí thức Ba Lan, cũng như việc tạo ra các hội thảo cho các nhà khoa học phát triển cải cách chính trị và kinh tế. Việc mua sách từ các nhà sưu tập bao gồm các thư viện tư nhân của Giuliani, Jan Beniamin Steinhauser, Mateusz Czarnek, Paweł Czempiński và Kajetan Ghigiottim. Một số nhà cung cấp chính là các nhà sách Warsaw: Piotr Dufour, Jan August Poser, Józef Lex, Michał Groell, và công ty Kornów của Wrocław, nhưng cũng là nhà kho của Saint Len và Jan Franciszek Sellon ở Paris. Nhà vua thường đích thân chỉ đạo các giao dịch mua và trao cho các nhà cung cấp của mình huy chương vàng "Merentibus" cho những nỗ lực của họ, bao gồm cả nhà sách PP Piernes của Paris.
Các bộ sưu tập được chia thành các phòng ban, bao gồm phòng Triết học được đại diện bởi nhiều tác phẩm của các nhà triết học cổ đại như Socrates, Plato, Seneca và Lucretius; hiện đại (Erasmus, Francis Bacon, Michael Montaigne), các nhà toán học (Blaise Pascal, và Descartes); Các nhà triết học Pháp về Khai sáng và bách khoa toàn thư: Jean le Rond'Alembert, Voltaire, và Jean-Jacques Rousseau. Phòng Tiểu thuyết đã được đại diện bởi nhiều tác phẩm thuộc về thế giới cổ điển, trong đó có: Iliad và Odyssey của Homer, phim hài của Aristophanes, Metamorphoses của Ovid, Mad Orland của Ludovico Ariosto, Cyd của Pierre Corneille, Don Quixote của Miguel de Cervantes, Robinson Crusoe của Daniel Defoe và nhiều tác giả khác, bao gồm cả tác phẩm hoàn chỉnh của William Shakespeare, gồm 10 tập; và các tác phẩm Sưu tầm của Nicholas Boileau, gồm 5 tập.
Khu phức hợp Cung điện bao gồm Thư viện đã bị Đức Quốc xã tàn phá hoàn toàn trong Thế chiến II. Vào năm 1945, nó thậm chí không có một mái nhà, được xây dựng lại trong những năm tiếp theo. Cho đến năm 1989 trong thời kỳ Cộng sản, tổ hợp này đóng vai trò là văn phòng chính phủ và tài liệu lưu trữ. Sau sự sụp đổ của Đế quốc Liên Xô, Cung điện và các tòa nhà Thư viện đã được xây dựng thành một bảo tàng hợp nhất như một phần của Lâu đài Hoàng gia Warsaw. Nó đã trải qua sự phục hồi hơn nữa giữa năm 2004-2008 và hiện tại, các phòng rộng rãi của nó đóng vai trò là gian hàng hội nghị và triển lãm.